# Slovenska republiška liga 1953-1954
La Slovenska republiška nogometna liga 1953./54. (it. "Campionato calcistico della Repubblica di Slovenia 1953-54") fu la nona edizione del campionato della Repubblica Popolare di Slovenia. In questa stagione era nel quarto livello della piramide calcistica jugoslava.
Fu la seconda edizione su due gironi, Ovest ed Est.

I due gironi vennero vinti rispettivamente da Piran e Železničar Maribor, che disputarono la finale che decretò dei secondi la vittoria e la promozione nella Hrvatsko-slovenska liga 1954-1955.

Fu il primo titolo nella slovenia repubblicana vinto dallo Železničar Maribor, il terzo in totale, contando anche i due vinti durante gli anni della sottofederazione di Zagabria.

## Girone Ovest

### Squadre partecipanti
Il Gregorčič ha cambiato il nome in Jesenice.
| Squadra          | Città       | Stagione 1952-53 | Stagione 1952-53        |
| Squadra          | Città       | Pos.             | Divisione               |
| ---------------- | ----------- | ---------------- | ----------------------- |
| Željezničar (Go) | Nova Gorica | 3°               | 1. Slovenska liga Ovest |
| Krim             | Lubiana     | 4°               | 1. Slovenska liga Ovest |
| Postojna         | Postumia    | 5°               | 1. Slovenska liga Ovest |
| Jesenice         | Jesenice    | 6°               | 1. Slovenska liga Ovest |
| Aurora Koper     | Capodistria | ?                | 2. Slovenska liga       |
| Branik           | Salcano     | ?                | 2. Slovenska liga       |
| Domžale          | Domžale     | ?                | 2. Slovenska liga       |
| Piran            | Pirano      | ?                | 2. Slovenska liga       |
| Slovan           | Lubiana     | ?                | 2. Slovenska liga       |

### Classifica
|  | Pos. | Squadra            | Pt | G  | V  | N | P  | GF | GS | QR    |
|  | ---- | ------------------ | -- | -- | -- | - | -- | -- | -- | ----- |
|  | 1.   | Piran              | 22 | 16 | 10 | 2 | 4  | 38 | 20 | 1,900 |
|  | 2.   | Željezničar Gorica | 20 | 16 | 8  | 4 | 4  | 40 | 24 | 1,666 |
|  | 3.   | Slovan Lubiana     | 20 | 16 | 7  | 6 | 3  | 29 | 29 | 1,000 |
|  | 4.   | Aurora Capodistria | 19 | 16 | 9  | 1 | 6  | 35 | 20 | 1,750 |
|  | 5.   | Krim Lubiana       | 19 | 16 | 8  | 3 | 5  | 44 | 26 | 1,692 |
|  | 6.   | Branik Solkan      | 16 | 16 | 7  | 2 | 7  | 26 | 27 | 0,962 |
|  | 7.   | Postumia           | 15 | 16 | 7  | 1 | 8  | 31 | 28 | 1,107 |
|  | 8.   | Jesenice           | 6  | 16 | 3  | 0 | 13 | 21 | 43 | 0,488 |
|  | 9.   | Domžale            | 6  | 16 | 2  | 2 | 12 | 14 | 53 | 0,264 |

Legenda:
  Ammesso agli spareggi per la Hrvatsko-slovenska liga 1954-1955.
      Promosso in Hrvatsko-slovenska liga 1954-1955.
      Retrocesso nella divisione inferiore.
Note:
Due punti a vittoria, uno a pareggio, zero a sconfitta.

## Girone Est

### Squadre partecipanti
| Squadra         | Città           | Stagione 1952-53 | Stagione 1952-53        |
| Squadra         | Città           | Pos.             | Divisione               |
| --------------- | --------------- | ---------------- | ----------------------- |
| Rudar (Tr)      | Trbovlje        | 10°              | Hrvatsko-slovenska liga |
| Železničar (Mb) | Maribor         | 2°               | 1. Slovenska liga Est   |
| Mura            | Murska Sobota   | 3°               | 1. Slovenska liga Est   |
| Nafta           | Lendava         | 4°               | 1. Slovenska liga Est   |
| Aluminij        | Kidričevo       | 5°               | 1. Slovenska liga Est   |
| Drava           | Ptuj            | 6°               | 1. Slovenska liga Est   |
| Kovinar Štore   | Štore           | 7°               | 1. Slovenska liga Est   |
| Proletarec      | Zagorje ob Savi | 7°               | 1. Slovenska liga Ovest |
| Rudar (Ve)      | Velenje         | ?                | 2. Slovenska liga       |
| Železničar (Ce) | Celje           | ?                | 2. Slovenska liga       |

### Classifica
|  | Pos. | Squadra            | Pt | G  | V  | N | P  | GF | GS | QR    |
|  | ---- | ------------------ | -- | -- | -- | - | -- | -- | -- | ----- |
|  | 1.   | Železničar Maribor | 27 | 18 | 13 | 1 | 4  | 77 | 18 | 4,277 |
|  | 2.   | Mura               | 24 | 18 | 10 | 4 | 4  | 65 | 46 | 1,413 |
|  | 3.   | Rudar Trbovlje     | 23 | 18 | 10 | 3 | 5  | 58 | 26 | 2,230 |
|  | 4.   | Nafta              | 23 | 18 | 9  | 5 | 4  | 58 | 30 | 1,933 |
|  | 5.   | Proletarec Zagorje | 22 | 18 | 11 | 0 | 7  | 39 | 30 | 1,300 |
|  | 6.   | Rudar Velenje      | 17 | 18 | 7  | 3 | 8  | 40 | 50 | 0,800 |
|  | 7.   | Aluminij           | 16 | 18 | 5  | 6 | 7  | 26 | 34 | 0,764 |
|  | 8.   | Drava Ptuj         | 12 | 18 | 5  | 2 | 11 | 31 | 63 | 0,492 |
|  | 9.   | Kovinar Štore      | 10 | 18 | 4  | 2 | 12 | 22 | 78 | 0,282 |
|  | 10.  | Železničar Celje   | 6  | 18 | 3  | 0 | 15 | 23 | 64 | 0,359 |

Legenda:
  Ammesso agli spareggi per la Hrvatsko-slovenska liga 1954-1955.
      Promosso in Hrvatsko-slovenska liga 1954-1955.
      Retrocesso nella divisione inferiore.
Note:
Due punti a vittoria, uno a pareggio, zero a sconfitta.

## Spareggi-promozione
Le vincitrici dei due gironi si sfidarono per un posto in Hrvatsko-slovenska liga 1954-1955.
| Squadra 1          | Totale | Squadra 2 | Andata     | Ritorno    |
| ------------------ | ------ | --------- | ---------- | ---------- |
|                    |        |           | 01.08.1954 | 08.08.1954 |
| Železničar Maribor | 7 – 2  | Piran     | 6 – 0      | 1 – 2      |